# Cardiac Arrest (Madness)
Cardiac Arrest is een single van de Britse ska-popband Madness. Het is geschreven door tweede zanger Carl 'Chas Smash' Smyth en bereikte in Engeland de 14e plaats in de hitlijsten, wat als een tegenvaller werd gezien na negen top 10-hits op rij. In Nederland werd het Alarmschijf en kwam het tot een nr. 17-notering in de top 40.

## Achtergrond

### Onderwerp
Cardiac Arrest werd in 1981 opgenomen voor het album 7 en heeft als onderliggende boodschap Werk jezelf niet dood. De single-versie verscheen in februari 1982 als dubbele A-kant met de Japanse hit In the City. De bijbehorende videoclip werd aan boord van een oude dubbeldekker opgenomen; Chas Smash speelt de haastige forens die op weg naar zijn werk vast komt te zitten in de file en door alle stress aan een hartstilstand dreigt te bezwijken. Vanwege dit onderwerp werd het nummer in de ban gedaan door twee DJ's van BBC Radio 1 die allebei hun vader aan een hartstilstand hadden verloren. "Mijn vader had ook een hartstilstand, daarom schreef ik Cardiac Arrest" zei Chas Smash in 1985.

### Promotie
Ter promotie trad Madness in televisieprogramma's op; in Top of the Pops droeg de altijd opvallende saxofonist Lee Thompson een Gary Glitter-achtig kostuum en in de Toppop-studio wisselde Chas Smash van plaats met bassist Mark Bedford.
In 1995 schreef "klassiek componist" Thomas Adès onder een gelijknamige titel een arrangement voor kamerensemble op basis van het Madness-lied en liet de tekst weg.
Suggs · Mike Barson · Lee Thompson · Chris Foreman · Mark Bedford · Daniel Woodgate · Chas Smash